# Opel Rekord A
La Rekord A è un'autovettura di fascia medio-alta prodotta dal 1963 al 1965 dalla Casa automobilistica tedesca Opel.

## Storia e profilo
Ripercorrendo la storia della Opel Rekord, la Rekord A viene considerata in genere come la terza generazione del modello di fascia medio-alta della Opel, dopo la Rekord P1 (commercializzata inizialmente come Olympia Rekord) e la Rekord P2. Questo nonostante il fatto che la serie lanciata nel 1963 utilizzasse la prima lettera dell'alfabeto, ma in ogni caso la Rekord A fu infatti il modello Opel che inaugurò la convenzione di contrassegnare ogni generazione di uno stesso modello con una lettera alfabetica progressiva, una convenzione in atto ancora oggigiorno. Le prime generazioni della Opel Rekord furono caratterizzate dal fatto di essere state prodotte per periodi brevi. La Rekord A e la successiva Rekord B non fecero eccezione, anche se la loro presenza portò comunque delle novità sia sul piano tecnico sia sul piano stilistico. Quest'ultimo aspetto fu quello prevalente quando venne avviato il progetto che avrebbe portato alla realizzazione della Rekord A. Si volle attualizzare lo stile della nuova vettura, fra l'altro in misura analoga a quanto stava avvenendo negli USA con gli altri modelli commercializzati oltreoceano sempre sotto l'egida della General Motors. Un occhio particolare fu dato anche ai contenuti, in particolare per quanto riguardava la sicurezza e l'abitabilità interna. Il progetto venne diretto e supervisionato dall'allora direttore tecnico della Opel Hans Mersheimer, che già nel 1957 venne incaricato di realizzare la Rekord P2 e che due anni più tardi venne promosso direttore tecnico.

### Debutto
La vettura venne presentata alla stampa il 3 marzo 1963 a Rüsselsheim come Opel Rekord, ma la vettura venne omologata due settimane prima come Typ Olympia-Rekord R-3, dove la sigla R-3 stava evidentemente a sottolineare che ci si trovava di fronte alla terza generazione della Rekord, nonostante il nome Olympia continuasse ad essere utilizzato in un modo o in un altro.

#### Design esterno ed interno
Le linee così americaneggianti e tipiche delle vetture statunitensi d'inizio anni '60 vennero in effetti disegnate negli USA presso il centro stile GM di Warren (Michigan), traendo molta ispirazione dalla recente Chevrolet Nova, lanciata l'anno prima negli States. Da questa berlina a 3 volumi venne ripreso molto dello stile, compreso il frontale con griglia cromata a tutta larghezza e proiettori tondi. Il "muso" della Rekord A risultò molto più sottile che in precedenze, meno massiccio e quindi in grado di donare maggior slancio alla vista di tre quarti anteriore. Simile nello stile e nella distribuzione dei volumi anche la vista laterale, con l'eccezione di un leggero ridisegnamento dei passaruota posteriori. Le vere differenze stilistiche si concentrarono nella coda, ormai priva delle famose pinne tipiche del decennio precedente, meno spigolosa e più levigata, con gruppi ottici sottili e a sviluppo orizzontale, in luogo di quelli quadrati presenti invece nella prima generazione della Nova. 

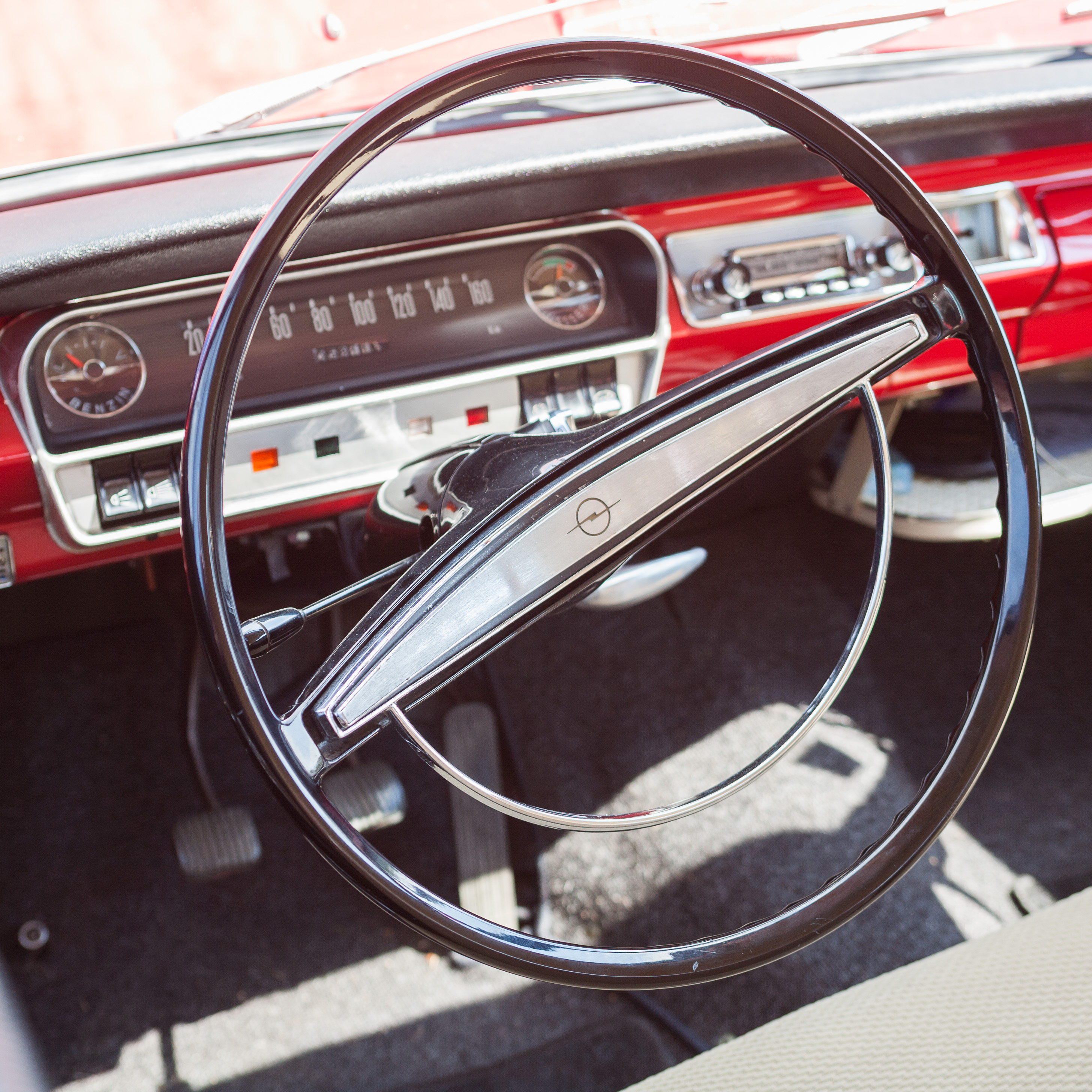
Il posto guida di una Rekord A

Nel complesso, la Rekord A risultò stilisticamente più moderna, con linee assai tese e più eleganti. Il corpo vettura risultò leggermente più basso, invariato come lunghezza ma di ben 8 centimetri più largo. Ciò si ripercosse a vantaggio dell'abitabilità interna, sensibilmente migliorata rispetto alla Rekord P2, ma addirittura superiore a quella dell'ammiraglia Opel di quegli anni, ossia la Kapitän P 2.6, ormai giunta a fine carriera e che di lì ad un anno verrà sostituita anch'essa dalla nuova generazione. L'allungamento del passo di quasi 10 cm permise l'utilizzo di sedili dotati di rivestimenti più voluminosi, ma anche più soffici e in grado di garantire una maggior comodità e questo senza influire sensibilmente sull'abitabilità, che anzi risultò migliore rispetto alla P2. Ciò che fu oggetto di critiche da parte della stampa fu l'accesso al divanetto posteriore nella berlina a 2 porte, un neo risolto solo con l'arrivo della generazione successiva, ma che di fatto non compromise granché le vendite di questa versione, che anzi, alla fine risultò essere la Rekord A più venduta. Il posto guida confermò la presenza di un volante di grande diametro a due razze, ma stavolta con clacson semicircolare anche se sempre concentrico alla corona. Il gruppo plancia-cruscotto vennero ridisegnati in chiave moderna, ma la strumentazione conservò la disposizione già presente nella P2, con tachimetro a sviluppo orizzontale e indicatore di livello benzina e termometro dell'acqua ai lati del tachimetro stesso. I sedili anteriori continuarono ad essere del tipo a panca integrale, ma con schienali regolabili singolarmente. Ciò permise di sistemare una terza persona in posizione centrale, anche se di ridotta corporatura, come ad esempio un bambino.
Notevoli anche le doti del bagagliaio: con i suoi 486 litri di capienza massima risultò di circa il 40% più ampio rispetto al bagagliaio della Rekord P2.

#### Struttura, meccanica e motori

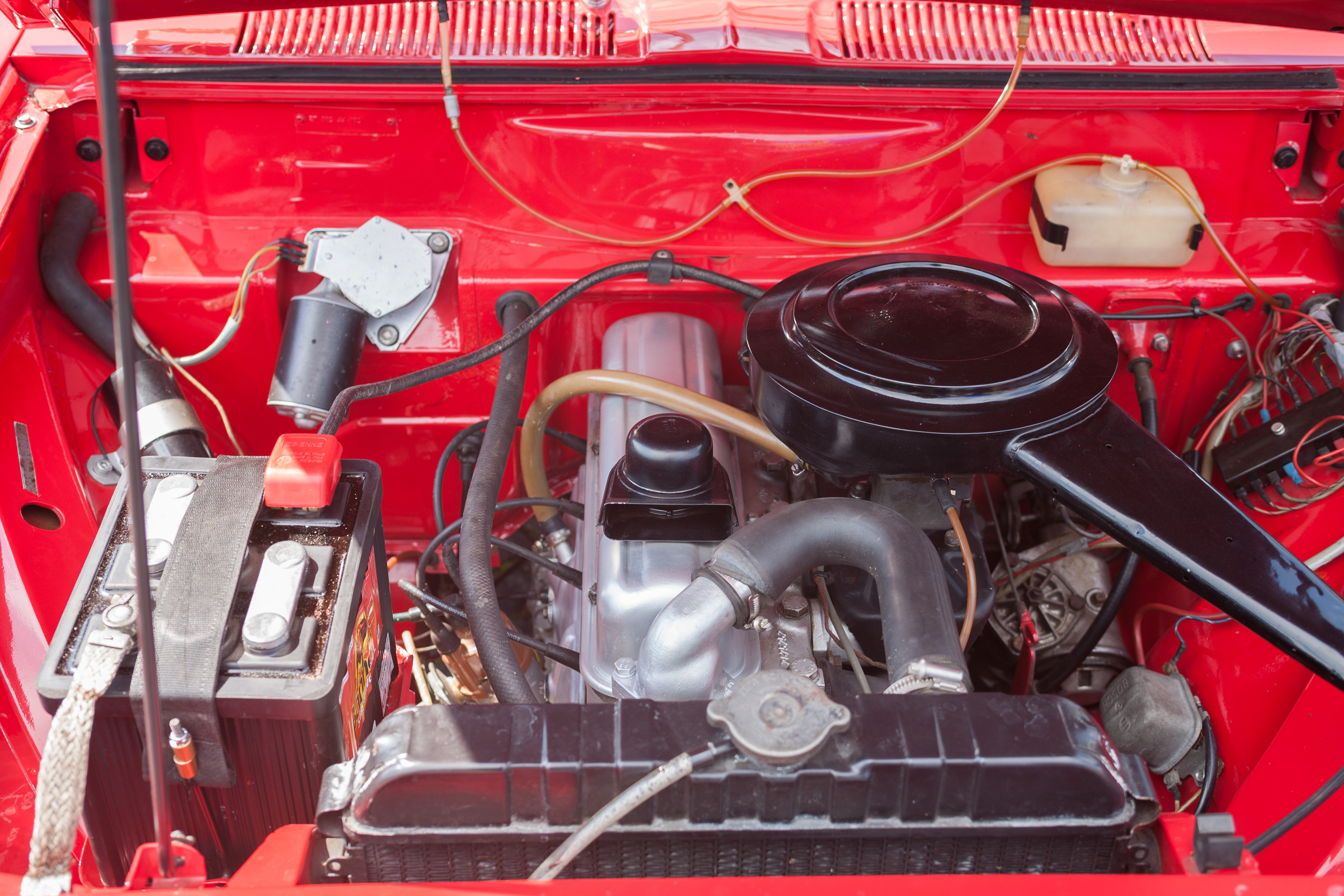
Il vano motore di una Rekord A

Se l'avvento della Rekord A coincise con un profondo rinnovamento stilistico, lo stesso non si poté dire sul piano tecnico, nonostante effettivamente vennero compiuti alcuni sforzi significativi anche in tal senso. Infatti, se da un lato si utilizzò un nuovo pianale a passo allungato e si riprogettò completamente l'avantreno, comunque sempre del tipo a quadrilateri, il resto della meccanica rimase pressoché invariato, e quindi ecco che la Rekord A montava un retrotreno ancora ad assale rigido, con impianto frenante a quattro tamburi e soprattutto con le stesse motorizzazioni della Rekord P2, a loro volta di origine pre-bellica. Questa fu la gamma motori della Rekord A al suo debutto:
- 1.5: motore da 1488 cm³ con potenza massima di 55 CV;
- 1.7: motore da 1680 cm³ con potenza massima di 60 CV.

Ed anche per quanto riguarda la trasmissione non vi furono novità di sorta. La coppia motrice veniva trasferita alle ruote posteriori mediante un cambio manuale a 3 marce con leva sul piantone del volante. A richiesta si poteva avere un cambio a 4 marce con leva sul pavimento.

### Carriera commerciale
La produzione della Rekord A fu avviata nel marzo del 1963 subito dopo la sua presentazione: inizialmente le carrozzerie disponibili furono due, e cioè berlina a 2 porte e berlina a 4 porte. La versione giardinetta, denominata Caravan, e la versione furgonetta vennero introdotte due mesi dopo, a maggio. Anche l'impostazione della Caravan fu quella delle vecchie Rekord, cioè con carrozzeria a due porte più portellone, non il massimo in termini di praticità. Più sensato adottare tale scelta per la furgonetta, il cui compito principale sarebbe stato quello di trasportare merci, avvalendosi di un vano di carico decisamente capiente.
Nel giugno del 1963, la lista optional si arricchì dell'impianto frenante a doppio circuito frenante con dischi anteriori e servofreno. Si trattò di una novità assai importante in una vettura tecnicamente assai tradizionale come impostazione e come contenuti. In agosto vi fu l'arrivo della Rekord L (Lusso), prevista solo a 4 porte e dotata dello stesso motore 1.7 fino a quel momento presente, ma con potenza massima portata a 67 CV. Lo stesso motore finì per equipaggiare anche la nuova Rekord Coupé, lanciata in ottobre e che si distingueva dalla normale berlina a due porte per il padiglione più inclinato, fatto che portò la stessa coupé ad essere omologata per due posti più due, per cui, come spesso accade in questo genere di vetture, l'abitabilità nella zona posteriore risultò sensibilmente sacrificata. Sia la berlina Lusso che la coupé furono previste di serie con il cambio manuale a 4 marce e i freni anteriori a disco, entrambi optional per le altre motorizzazioni. 

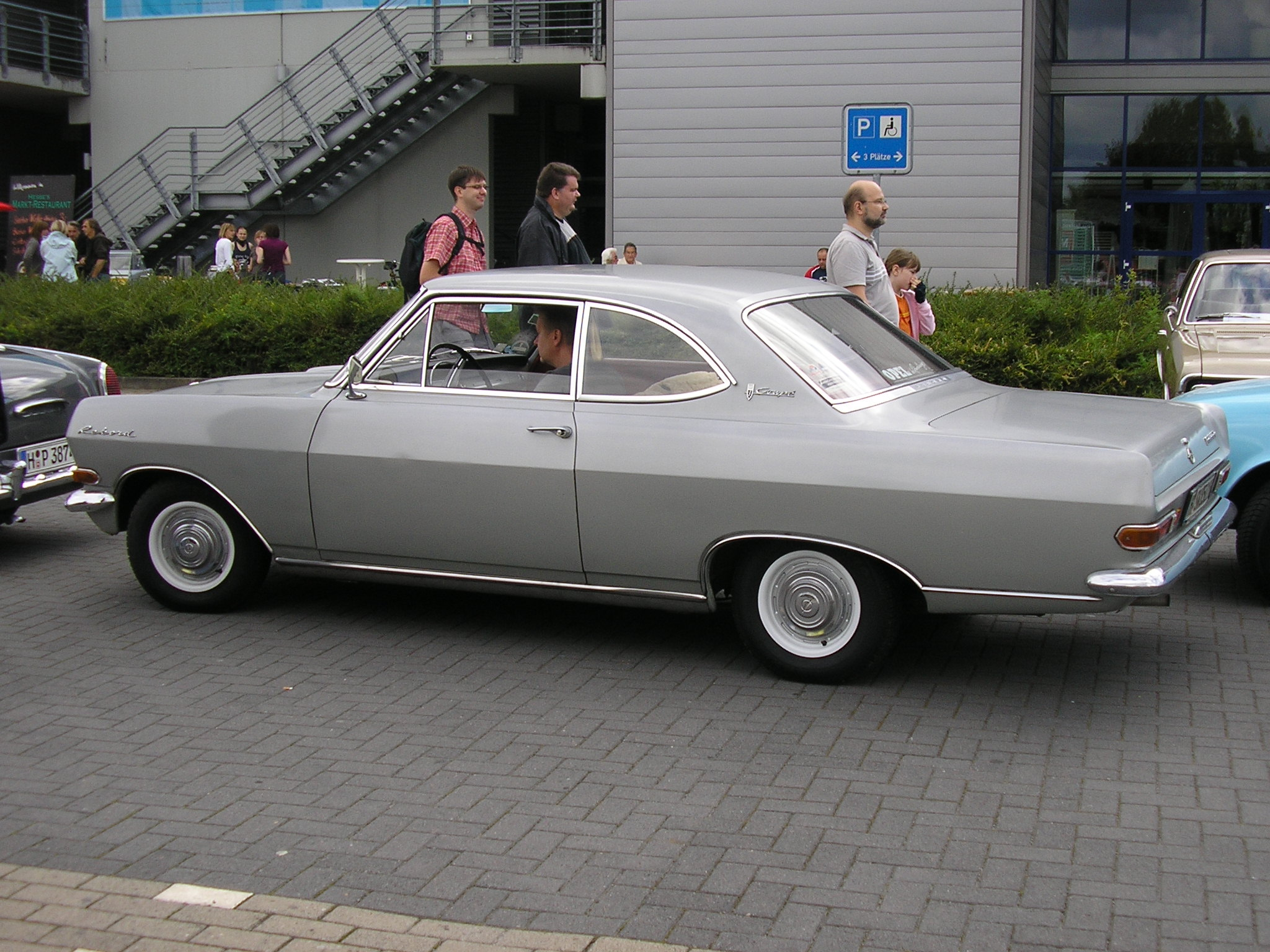
Una Rekord A Coupé

Il 1964 vide sostanzialmente due novità di rilievo: nel mese di giugno vi fu il debutto della prima Rekord a 6 cilindri, spinta dallo stesso motore da 2,6 litri che già equipaggiava l'ultima generazione della Kapitän, quindi anche in questo caso un motore tutt'altro che moderno, sebbene avesse costituito una novità nella storia della Opel Rekord. Tale motore, sempre alimentato a carburatore e con cilindrata di 2605 cm³, era in grado di erogare fino a 100 CV di potenza massima. La versione a 6 cilindri fu l'unica della gamma Rekord A a montare un impianto elettrico da 12 V (fino a quel momento l'impianto elettrico era da 6 V). Le altre Opel di quel periodo a montare tale impianto furono le più grandi Opel della famiglia KAD (Kapitän/Admiral/Diplomat). Come nel caso delle versioni con motore 1.7 da 67 CV, anche il motore a 6 cilindri fu previsto solo in abbinamento con la carrozzeria berlina a 4 porte e con la carrozzeria coupé. La seconda novità del 1964 fu di minor entità e riguardò i sostanziosi aggiornamenti relativi ai rivestimenti interni. Nel luglio del 1965 la produzione della Rekord A cessò definitivamente per far posto alla Rekord B, sostanzialmente un restyling della Rekord A, ma con significative novità sul piano tecnico.

### Tabella riepilogativa
Di seguito vengono riepilogate le caratteristiche della Rekord A nell'arco della sua breve carriera commerciale:
| Opel Rekord A (1963–65) |             |              |            |                |                |                    |                    |                    |              |                     |                    |                    |                    |                          |
| Modello                 | Carrozzeria | Motore       | Cilindrata | Potenza CV/rpm | Coppia Nm/rpm  | Cambio/ n°rapporti | Freni (ant./post.) | Massa a vuoto (kg) | Velocità max | Acceler. 0–100 km/h | Consumo (l/100 km) | Anni di produzione | Esemplari prodotti | Prezzo all'epoca (in DM) |
| Rekord 1.5              | Berlina 2p  | OHV Four 1.5 | 1488       | 55/4500        | 108/ 2000-2600 | Manuale 3 marce    | Tamburi/ Tamburi   | 970                | 130          | 23"                 | 10                 | 03/1963-07/1965    | 248676             | 6.830                    |
| Rekord 1.5              | Berlina 4p  | OHV Four 1.5 | 1488       | 55/4500        | 108/ 2000-2600 | Manuale 3 marce    | Tamburi/ Tamburi   | 990                | 130          | 23"                 | 10                 | 03/1963-07/1965    | 34.823             | 7.230                    |
| Rekord 1.5              | Caravan     | OHV Four 1.5 | 1488       | 55/4500        | 108/ 2000-2600 | Manuale 3 marce    | Tamburi/ Tamburi   | 1.025              | 130          | 25"                 | 10,5               | 05/1963-07/1965    | 47.609             | 7.125                    |
| Rekord 1.5              | Furgonetta  | OHV Four 1.5 | 1488       | 55/4500        | 108/ 2000-2600 | Manuale 3 marce    | Tamburi/ Tamburi   | 1.060              | 130          | 25"                 | 10,5               | 05/1963-07/1965    | 8.626              | 6.640                    |
| Rekord 1.7              | Berlina 2p  | OHV Four 1.7 | 1680       | 60/4300        | 122/ 1800-2400 | Manuale 3 marce    | Tamburi/ Tamburi   | 970                | 135          | 21"                 | 10                 | 03/1963-07/1965    | 218.561            | 6.905                    |
| Rekord 1.7              | Berlina 4p  | OHV Four 1.7 | 1680       | 60/4300        | 122/ 1800-2400 | Manuale 3 marce    | Tamburi/ Tamburi   | 990                | 135          | 21"                 | 10                 | 03/1963-07/1965    | 89.348             | 7.305                    |
| Rekord 1.7              | Caravan     | OHV Four 1.7 | 1680       | 60/4300        | 122/ 1800-2400 | Manuale 3 marce    | Tamburi/ Tamburi   | 1.025              | 135          | 22"                 | 10,5               | 05/1963-07/1965    | 80.668             | 7.200                    |
| Rekord 1.7              | Furgonetta  | OHV Four 1.7 | 1680       | 60/4300        | 122/ 1800-2400 | Manuale 3 marce    | Tamburi/ Tamburi   | 1.060              | 135          | 22"                 | 10,5               | 05/1963-07/1965    | 12.085             | 6.715                    |
| Rekord 1.7 L            | Berlina 4p  | OHV Four 1.7 | 1680       | 67/4400        | 128/ 2200-2900 | Manuale 4 marce    | Dischi/ Tamburi    | 1.020              | 140          | 18"                 | 10                 | 08/1963-07/1965    | 81.815             | 8.075                    |
| Rekord 1.7 S            | Coupé       | OHV Four 1.7 | 1680       | 67/4400        | 128/ 2200-2900 | Manuale 4 marce    | Dischi/ Tamburi    | 980                | 144          | 17"                 | 10                 | 10/1963-07/1965    | 47.753             | 8.015                    |
| Rekord L-6              | Berlina 4p  | OHV Six 2.6  | 2605       | 100/4600       | 185/2400       | Manuale 4 marce    | Dischi/ Tamburi    | 1.135              | 163          | 14"                 | 12                 | 06/1964-07/1965    | 5.832              | 9.370                    |
| Rekord L-6              | Coupé       | OHV Six 2.6  | 2605       | 100/4600       | 185/2400       | Manuale 4 marce    | Dischi/ Tamburi    | 1.115              | 168          | 13"                 | 12                 | 06/1964-07/1965    | 6.637              | 9.310                    |